# Cyrtorchis arcuata
Espèce
Synonymes
- Angorchis arcuata (Lindl.) Kuntze[1]
- Angorchis sedenii (Rchb.f.) Kuntze[1]
- Angraecum arcuatum Lindl.[1]
- Angraecum sedenii (Rchb.f.) G.Nicholson[1]
- Cyrtorchis arcuata subsp. arcuata[1]
- Cyrtorchis bracteata Schltr.[1]
- Cyrtorchis sedenii (Rchb.f.) Schltr.[1]
- Listrostachys arcuata (Lindl.) Rchb.f.[1]
- Listrostachys sedenii Rchb.f.[1]

Cyrtorchis arcuata est une espèce de plantes à fleurs de la famille des Orchidaceae (les orchidées) et du genre Cyrtorchis, présente dans de nombreux pays d'Afrique tropicale.

## Liste des variétés et sous-espèces
Selon Catalogue of Life (22 décembre 2018) :
- sous-espèce Cyrtorchis arcuata subsp. arcuata
- sous-espèce Cyrtorchis arcuata subsp. whytei

Selon The Plant List (22 décembre 2018) :
- sous-espèce Cyrtorchis arcuata subsp. whytei (Rolfe) Summerh.

Selon Tropicos (22 décembre 2018) (Attention liste brute contenant possiblement des synonymes) :
- sous-espèce Cyrtorchis arcuata subsp. arcuata
- sous-espèce Cyrtorchis arcuata subsp. leonensis Summerh.
- sous-espèce Cyrtorchis arcuata subsp. variabilis Summerh.
- sous-espèce Cyrtorchis arcuata subsp. whytei Summerh.
- variété Cyrtorchis arcuata var. variabilis (Summerh.) Geerinck
- variété Cyrtorchis arcuata var. whytei (Rolfe) Geerinck